# Трилинейная система координат
Трилинейные координаты тесно связаны с барицентрическими координатами. А именно, если {\displaystyle (\alpha :\beta :\gamma )} — барицентрические координаты точки {\displaystyle X} относительно треугольника {\displaystyle ABC}, а {\displaystyle a,b,c} — длины его сторон, то
{\displaystyle (x:y:z)=\left({\frac {\alpha }{a}}:{\frac {\beta }{b}}:{\frac {\gamma }{c}}\right)}
её трилинейные координаты. Трилинейные координаты, как и барицентрические, определены с точностью до пропорциональности.
Для точки {\displaystyle X}, лежащей внутри треугольника {\displaystyle ABC}, в качестве барицентрических координат можно взять площади треугольников {\displaystyle (S_{BCX}:S_{CAX}:S_{ABX})}. Это означает, что в качестве трилинейных координат можно взять расстояния от точки {\displaystyle X} до сторон треугольника — абсолютные трилинейные координаты. Если точка {\displaystyle X} лежит вне треугольника, то расстояния до сторон нужно взять с учётом знака. Например, если точки {\displaystyle X} и {\displaystyle A} лежат по одну сторону от прямой {\displaystyle BC}, то {\displaystyle x>0}, а если по разные, то {\displaystyle x<0}.
В трилинейных координатах изогональное сопряжение задаётся формулой {\displaystyle (x:y:z)\mapsto (x^{-1}:y^{-1}:z^{-1})}. В связи с этим трилинейные координаты часто бывают удобны при работе с изогональным сопряжением.